# ملکه صابروا
ملکه صابروا (به فارسی تاجیکی:Малика Собирова) یکی از هنرپیشگان تاجیکستان بود.
او در اتحاد جماهیر شوروی به معروفیت زیادی رسید.